# Tinta (Cuzco)
Tinta es una localidad peruana capital del distrito homónimo ubicado en la provincia de Canchis en el departamento del Cuzco. Se encuentra a una altitud de 3484 m s. n. m. Tenía una población de 2697 habitantes en 1993.

## Clima
| Parámetros climáticos promedio de Tinta | Parámetros climáticos promedio de Tinta | Parámetros climáticos promedio de Tinta | Parámetros climáticos promedio de Tinta | Parámetros climáticos promedio de Tinta | Parámetros climáticos promedio de Tinta | Parámetros climáticos promedio de Tinta | Parámetros climáticos promedio de Tinta | Parámetros climáticos promedio de Tinta | Parámetros climáticos promedio de Tinta | Parámetros climáticos promedio de Tinta | Parámetros climáticos promedio de Tinta | Parámetros climáticos promedio de Tinta | Parámetros climáticos promedio de Tinta |
| Mes                                     | Ene.                                    | Feb.                                    | Mar.                                    | Abr.                                    | May.                                    | Jun.                                    | Jul.                                    | Ago.                                    | Sep.                                    | Oct.                                    | Nov.                                    | Dic.                                    | Anual                                   |
| --------------------------------------- | --------------------------------------- | --------------------------------------- | --------------------------------------- | --------------------------------------- | --------------------------------------- | --------------------------------------- | --------------------------------------- | --------------------------------------- | --------------------------------------- | --------------------------------------- | --------------------------------------- | --------------------------------------- | --------------------------------------- |
| Temp. media (°C)                        | 11.7                                    | 11.7                                    | 11.6                                    | 10.6                                    | 9.1                                     | 7.4                                     | 7                                       | 8.2                                     | 10.2                                    | 11.3                                    | 11.4                                    | 11.6                                    | 10.2                                    |
| Fuente: climate-data.org                |                                         |                                         |                                         |                                         |                                         |                                         |                                         |                                         |                                         |                                         |                                         |                                         |                                         |

## Lugares de interés
- Templo de San Bartolomé de Tinta[4]
- Casa del cacique José Gabriel Túpac Amaru II[5]
- Casa de Clorinda Matto de Turner[6]

## Hecho histórico
El 10 de noviembre de 1780 tuvo lugar en este pueblo el inicio de la rebelión de José Gabriel Condorcanqui, Túpac Amaru II, quien ejecutó al corregidor español Antonio de Arriaga, luego de ser sometido a un juicio popular.

## Galería

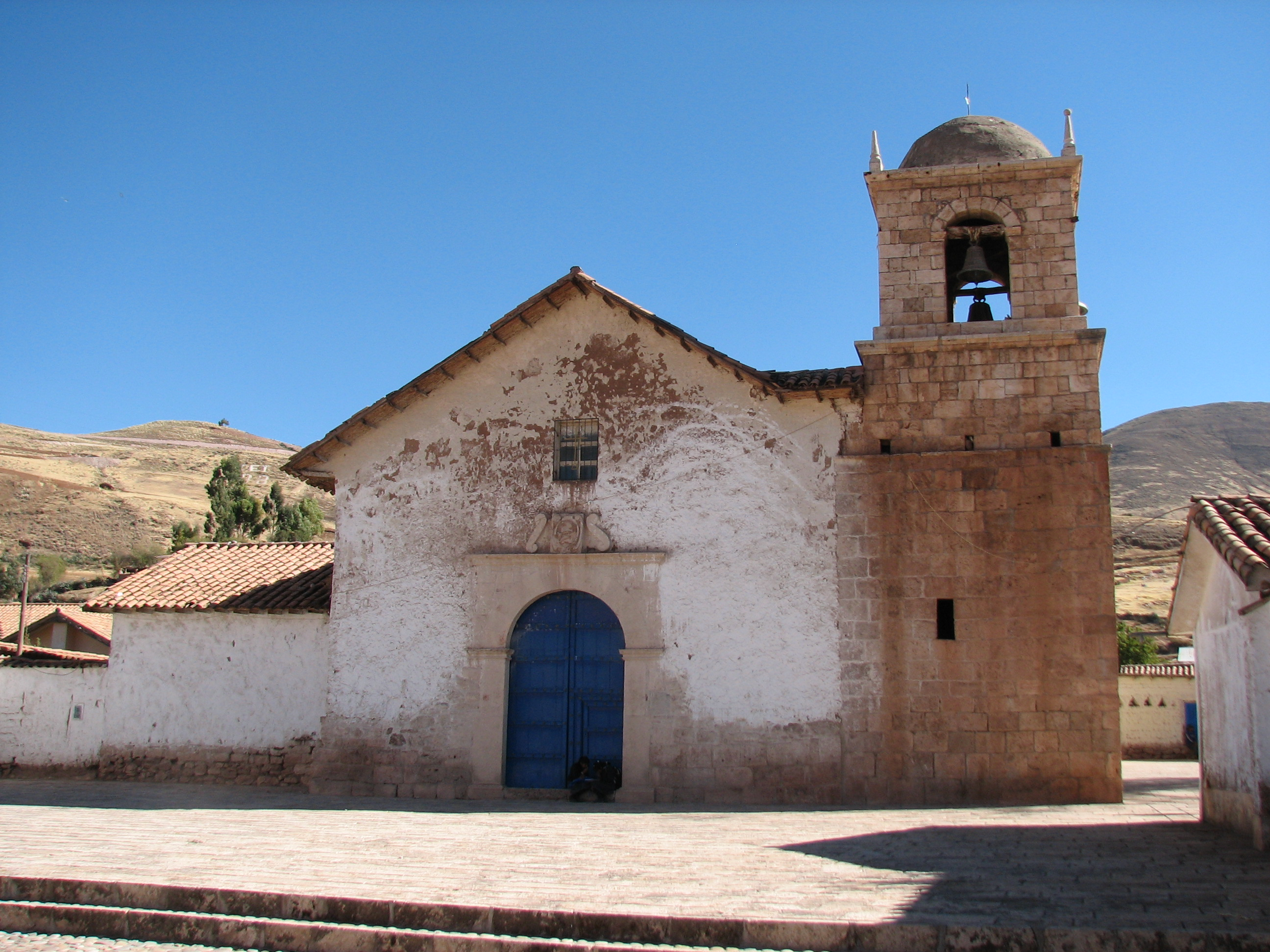
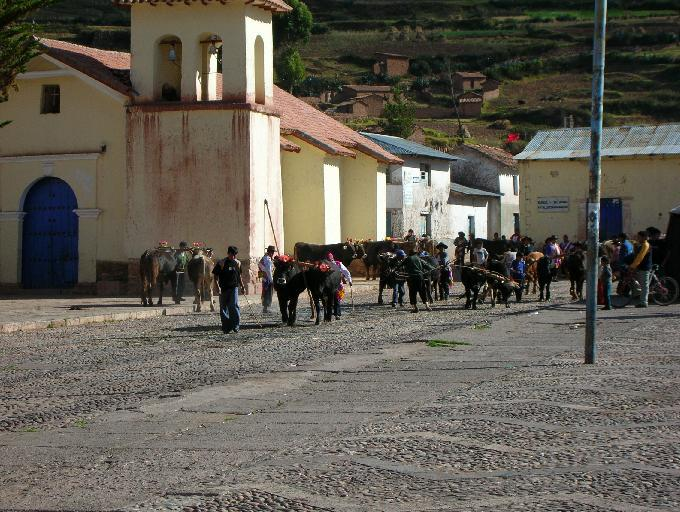